# Vogels in de Filipijnen
Bijna een derde van de 572 soorten vogels in de Filipijnen komen alleen in dat land voor. Daarnaast zijn nog eens 8 soorten bijna-endemisch. Er worden echter nog steeds nieuwe soorten ontdekt. Tegelijkertijd zijn vele soorten bedreigd in hun voortbestaan als gevolg van de achteruitgang van hun leefgebieden door de ontbossing en/of de overbejaging. De nationale vogel van de Filipijnen is de ernstig bedreigde Filipijnse apenarend.

## Vogels naar leefgebied
Hieronder wordt per type leefomgeving aangegeven welke vogels hier kunnen voorkomen.

### Mangrove

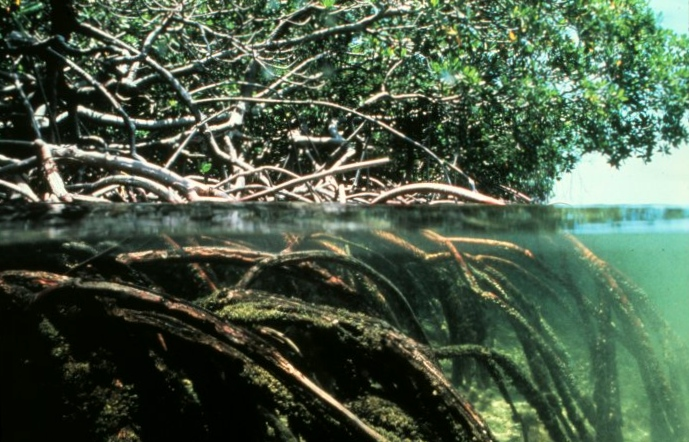
Een mangrove boven en onder water

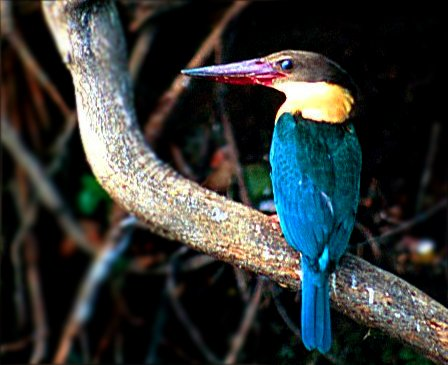
Een ooievaarsbekijsvogel

Mangrovebossen zijn te vinden langs de kust. De bomen groeien hier op de aanwezige moddervlakten of zandbanken. De wortels van mangrove bomen groeien boven de grond en lijken op takken. Als het getij opkomt komen de mangrovebomen, die wel 30 meter hoog kunnen zijn, in het water te staan. In de Filipijnen komen mangrovebossen niet meer op grote schaal voor. De gebieden zijn vaak geschikt gemaakt voor menselijk gebruik. Diverse soorten reigers en duiven bouwen hun nest in mangrovegebieden. Enkele vogelsoorten die veel in mangrove bossen te vinden zijn:
- Gewone iora (Aegithina tiphia)
- Mangrove-niltava (Cyornis rufigastra)
- Bonte muskaatduif (Ducula bicolor) Op kleine eilandjes voor de kust.
- Witkraagijsvogel (Todiramphus chloris)
- Bonte triller (Lalage nigra)
- Koperkeelhoningzuiger (Nectarinia calcostetha)
- Purperkeelhoningzuiger (Nectarinia sperata)
- Roodstaartsnijdervogel (Orthotomus sericeus)
- Mangrove-fluiter (Pachycephala grisola)
- Ooievaarsbekijsvogel (Pelargopsis capensis)
- Javaanse tortel (Streptopelia bitorquata)

### Gecultiveerd gebied
In de Filipijnen worden steeds meer gebieden in beslag genomen door landbouwgebieden. Hier wordt voedsel verbouwd voor de steeds maar groter wordende bevolking van het land. Voorbeelden van landbouwproducten die verbouwd worden zijn naast kokosnoot en rijst, ananas, koffie, maïs, papaja, suikerriet en tabak.

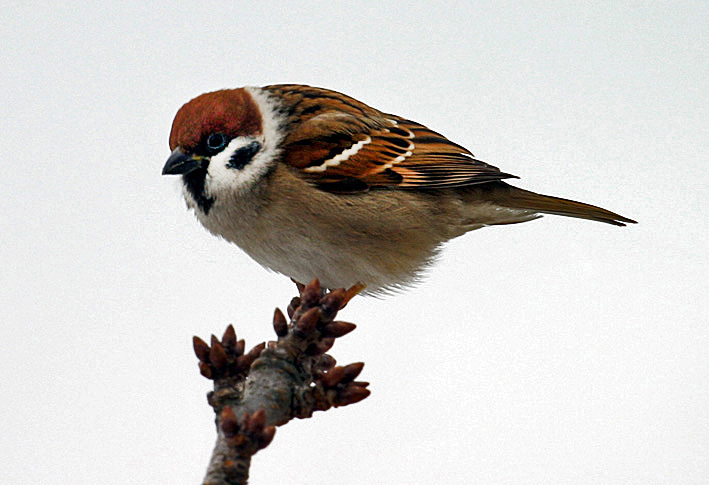
Een ringmus

Veel voorkomende vogels in rijstvelden zijn naast diverse soorten reigers en roerdompen en kustvogels:
- Gewone graszanger (Cisticola juncidis)
- Zebra-ral (Gallirallus torquatus)
- Waterhaan (Gallicrex cinerea)
- Gestreepte grasvogel (Megalurus palustris)
- Gele kwikstaart (Motacilla flava)
- Ringmus (Passer montanus)

Indien rijstvelden ondergelopen zijn met water, komen vaak ook vogelsoorten voor die voorkomen in moerassen.
De volgende soorten zijn veel te vinden in de buurt van kokospalmen:
| - Bruinkeelhoningzuiger (Anthreptes malacensis) - Piet-van-vliet (Cacomantis merulinus) - Dikbekkraai (Corvus macrorhynchos - Dayallijster (Copsychus saularis) - Aziatische palmgierzwaluw (Cypsiurus balasiensis) - Grote nachtzwaluw (Eurostopodus macrotis) - Zebraduif (Geopelia striata) - Goudbuikmangrovezanger (Gerygone sulphurea) - Smyrna-ijsvogel (Halcyon smyrnensis) - Zwartnekmonarch (Hypothymis azurea) - Bonte triller (Lalage nigra) - Bruine klauwier (Lanius cristatus) | - Staalborsthoningzuiger (Nectarinia jugularis) - Australische koekoeksduif (Macropygia phasianella) - Blauwstaartbijeneter (Merops philippinus) - Maleise bijeneter (Merops viridis) - Filipijnse valkuil1 (Ninox philippensis) - Chinese wielewaal (Oriolus chinensis) - Orthotomus castaneiceps1 - Wenkbrauwbuulbuul (Pycnonotus goiavier) - Maleise waaierstaart (Rhipidura javanica) - Parelhalstortel (Streptopelia chinensis) - Rode tortel (Streptopelia tranquebarica) - Luzonbrilvogel1 (Zosterops meyeni) |

1: Filipijns endemische soort.

### Grasland
In de Filipijnen zijn grote stukken grasland te vinden. Deze gebieden zijn begroeid met Japans bloedgras (Imperata cylindrica) of wild suikerriet (Saccharum spontaneum). Vroeger waren deze gebieden bedekt met oerwouden. De wortels van dit gras zijn zo dicht dat de grond slecht geschikt is voor landbouw.
Soorten die hier veel voorkomen zijn:
- Brahmaanse wouw (Haliastur indus)
- Chinese dwergkwartel (Coturnix chinensis)
- Zwartkeelvechtkwartel Turnix suscitator
- Olijfbruin waterhoen (Amaurornis olivacea)
- Parelhalstortel (Streptopelia chinensis)
- Bengaalse spoorkoekoek (Centropus bengalensis)
- Kaapse grasuil (Tyto capensis)
- Kleine veldleeuwerik (Alauda gulgula)
- Boerenzwaluw (Hirundo rustica)
- Zwarte roodborsttapuit (Saxicola caprata)
- Rosse Grasvogel (Megalurus timoriensis)
- Gestreepte grasvogel (Megalurus palustris)
- Goudkopgraszanger (Cisticola exilis)
- Gewone graszanger(Cisticola juncidis)
- Nieuwzeelandse Pieper (Anthus novaseelandiae)
- Driekleurnon (Lonchura malacca)

### Strandbos
Bossen langs het strand op zanderige gronden zijn meestal samengesteld uit Casuarina, Caesalpinia, Terminalia en Barringtonia soms in combinatie met andere soorten laaglandbomen, maar zonder palmen of bamboe. Dit type bos komt weinig meer voor, omdat de meeste bossen langs het strand gekapt zijn voor woningen of kokospalmplantages. Een klein stuk van dit type bos is nog te vinden op Simunul in de Sulu-eilanden.
De vogels die te vinden zijn in deze bossen, zijn soms ook te vinden in leefomgevingen zoals de mangrove, het molave bossen of Dipterocarp bossen